# おいらんガール
『おいらんガール』は、響ワタルによる日本の漫画作品。白泉社発行の少女漫画雑誌「LaLa」にて2010年2月号から2013年1月号まで不定期連載された。
江戸吉原を舞台に花魁を題材にした作品で、コメディタッチでアクションも含まれている。

## 登場人物
椿
江戸吉原「美浦屋」振袖新造。ガサツだが器量よしでポジティブ。姉女郎の鷹尾花魁を超えることが目標。
元は大店の令嬢だったが火事で借金まみれになり売られた。
初恋の奉公人・真に傷つけられ復讐を誓ったが、真が鷹尾だったと知り
協力や反抗もしながら恋のような感情を持つ。
鷹尾（真）
椿の姉女郎。呼び出し昼三の花魁。実は男のため、客に枕を許さない。
恩人の仇のため吉原にきた。かなりの美人で、頭もいい。
気位が高く厳しいが、「真」と「鷹尾」の顔を使い分けながら
椿を見守っている。
銀月
チャラいが、凄腕の吉原同心。情報網が広く、鷹尾とは昔からの付き合い。
先代・鷹尾の弟。
黒田擊
武家の息子で、浅葱裏と呼ばれるが純朴で真っ直ぐな好青年。
椿を気に入っている。

## 書誌情報
- 響ワタル 『おいらんガール』 白泉社〈花とゆめコミックス〉、全4巻
  1. 2010年12月29日初版発行、ISBN 978-4-59-219306-7
  2. 2011年11月05日初版発行、ISBN 978-4-59-219307-4
  3. 2012年05月02日初版発行、ISBN 978-4-59-219308-1
  4. 2012年12月05日初版発行、ISBN 978-4-59-219309-8 - 読み切り「銀狼の櫻」を収録。